# Joan Macià i Rodon
Joan Macià i Rodon (Barcelona, 29 d'abril de 1892 - Barcelona, 18 de setembre de 1971) fou un futbolista català de la dècada de 1900.

## Trajectòria
Començà a practicar el futbol a Anglaterra, país on havia anat a estudiar. La temporada 1909-10, ja a Barcelona, ingressà en el FC Barcelona, participant en el Campionat de Catalunya, competició que acabà guanyant.